# Мерень (Сучава)
Мерень, Мерені (рум. Mereni) — село у повіті Сучава в Румунії. Адміністративно підпорядковане місту Салча.
Село розташоване на відстані 358 км на північ від Бухареста, 5 км на схід від Сучави, 109 км на північний захід від Ясс.

## Населення
За даними перепису населення 2002 року у селі проживали 213 осіб, усі — румуни. Усі жителі села рідною мовою назвали румунську.